# Alcyonium laeve
Alcyonium laeve är en korallart som beskrevs av Tixier-Durivault 1955. Alcyonium laeve ingår i släktet Alcyonium och familjen läderkoraller. Inga underarter finns listade i Catalogue of Life.